# Sven Simon (Schauspieler)
Sven Simon (* 20. April 1960 in Hamburg) ist ein deutscher Theaterschauspieler.

## Leben
Simon stammt aus einer Schauspielerfamilie. Sein Vater Kurt Simon leitete das St. Pauli Theater, seine Mutter ist die Schauspielerin Helga Simon. Er sang im Kinderchor der Hamburgischen Staatsoper und trat dort auch als Statist auf. Simon absolvierte eine Ausbildung in klassischem Tanz bei Fridel Nichols und erhielt seine schauspielerische Ausbildung im Schauspielstudio von Hildburg Frese. Er übernahm Rollen am Thalia Theater (Hamburg), am Deutschen Schauspielhaus und am Staatstheater Braunschweig.
Unter dem Generalintendanten Hans Thoenies kam er 1983 an das Theater Lübeck, zu dessen Ensemble er seither gehörte. Dort debütierte er  in Sławomir Mrożeks „Zu Fuß“. Seinen Durchbruch hatte er in „Caligula“ von Albert Camus.
Daneben wirkte er in dem Kinofilm Till (1988) von Felix Tissi mit, trat 1995 in zwei Folgen der  Fernsehserie Großstadtrevier als „Schnalle“ auf und gab den „Abesalom“ in dem Kurzfilm Wolfsschlucht (2003) von Anja Jacobs sowie den „Johann“ in Jacobs’ Fernsehfilm Küss mich, wenn es Liebe ist (2008).
Am Theater Lübeck engagierte er sich im Betriebsrat. Aus Anlass seines 30-jährigen Bühnenjubiläums in Lübeck 2013 bezeichnete er die Zeit der Intendanz von Dietrich von Oertzen (1991 bis 2000) als Hoch-Zeit des Lübecker Schauspiels.
Seine Karriere am Theater Lübeck beendet Simon nach 42 Jahren als festes Ensemblemitglied in der Spielzeit 2024/2025 mit der Neil-Simon-Komödie Sunny Boys, in der seine Tochter Romy ebenfalls eine Rolle übernahm, und Andreas Hutzel die des ehemaligen Komiker-Partners.
Simon ist Vater von drei Kindern.

## Auszeichnungen
1983 wurde Simon als Nachwuchsschauspieler des Jahres der Zeitschrift Theater heute auf Platz 3 platziert.